# Koepchenwerk
Das Koepchenwerk ist ein 1994 stillgelegtes Pumpspeicherkraftwerk und heutiges Industriedenkmal. Es befindet sich am Hengsteysee in der Stadt Herdecke in Nordrhein-Westfalen.
Eigentümer des nach seinem Planer Arthur Koepchen benannten und 1930 in Betrieb genommenen Kraftwerks war bis Ende 2016 die RWE.
In den Jahren 1985 bis 1989 wurde direkt angrenzend ans alte Werk am Seeufer das Pumpspeicherkraftwerk Herdecke gebaut.
Seit Januar 2017 befindet sich dieses Denkmal im Besitz der Stiftung Industriedenkmalpflege und Geschichtskultur.

## Geschichte

### Bau
Gebaut wurde das Pumpspeicherkraftwerk 1927 bis 1930 vom Rheinisch-Westfälischen Elektrizitätswerk Essen (RWE) zur Stromversorgung des nahen Ruhrgebietes am Steilhang des Ardeygebirges direkt am Hengsteysee an der Ruhr. Planer des Herdecker Kraftwerks war der Namensgeber Arthur Koepchen.

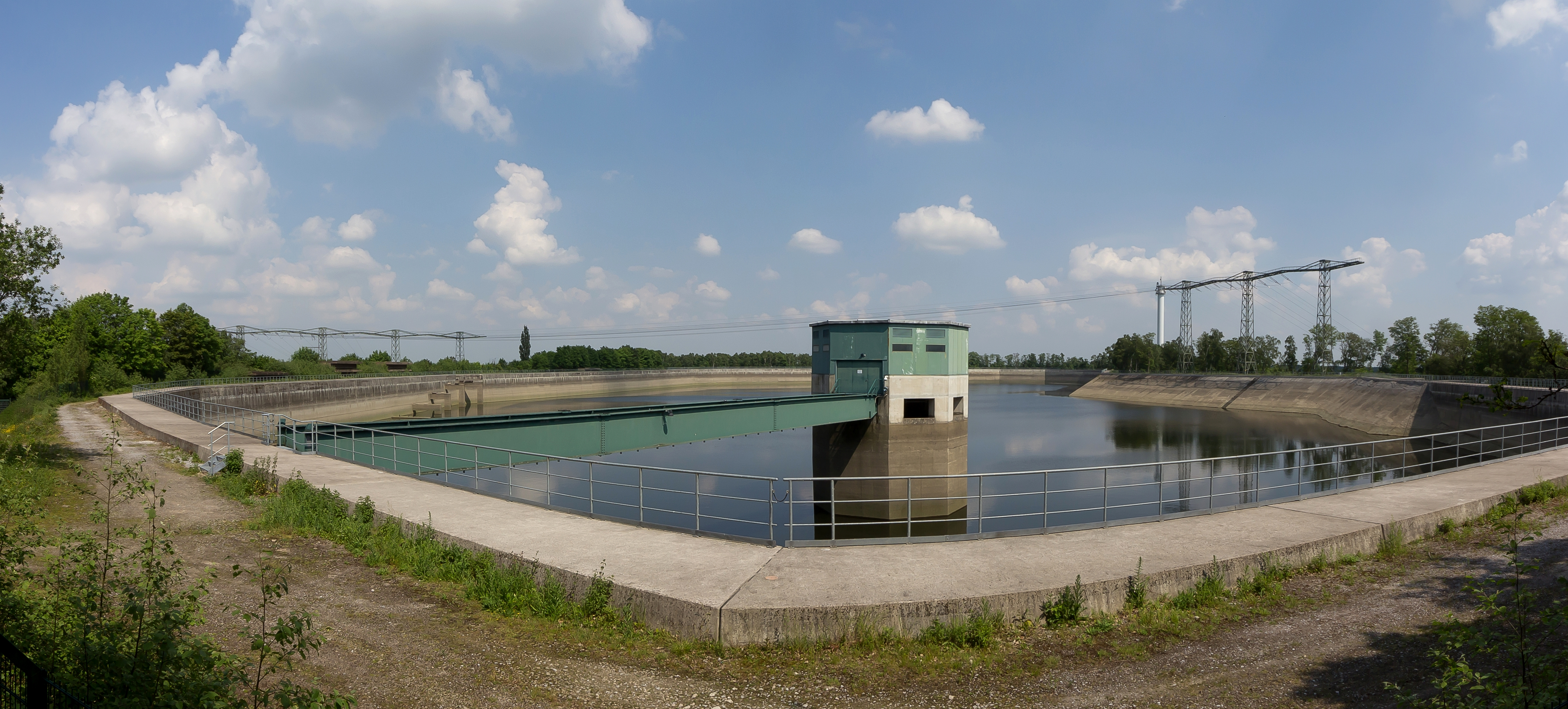
Oberer Speichersee mit Entnahmebauwerk (vorne)

Mit dem sächsischen Pumpspeicherwerk Niederwartha lieferten sich zur Bauzeit die Ingenieure des Koepchenwerks einen wahren Wettlauf um die erste Inbetriebnahme. Schließlich ging das PSW Niederwartha bereits am 27. November 1929 mit einer Maschine ans Netz, seine endgültige Fertigstellung und die Inbetriebnahme des letzten Maschinensatzes erfolgte jedoch erst im März 1930. Das Koepchenwerk wurde am 28. Januar 1930 vollständig mit 132 Megawatt in Betrieb genommen. Folgerichtig wurden damals – je nach Betrachtungsweise – beide Kraftwerke als „Erste ihrer Art“ und „große technische Neuerung“ gefeiert.

### Zweiter Weltkrieg
Unter der Zielnummer „B 28“ (ab 1941: GO 1123) stand das Koepchenwerk bereits vor dem Ausbruch des Zweiten Weltkriegs auf den Ziellisten des britischen Bomber Command. Bis April 1940 war es ein wichtiges potentielles Angriffsziel im „Ruhr Plan“. Durch die Zerstörung von Kraftwerken im Rheinland und Ruhrgebiet sollte die deutsche Rüstungsindustrie ausgeschaltet werden.
Der „Ruhr Plan“ verlor im Frühjahr 1940 an Bedeutung, weil man erkannte, dass kleine Ziele wie Kraftwerke in der Nacht nicht lokalisiert werden konnten. Dennoch unternahmen britische Bomber vor allem im Herbst mindestens vier gezielte Luftangriffe auf das Koepchenwerk. Dabei konnte Ende Oktober 1940 eine Wasserleitung beschädigt werden.
Um das Koepchenwerk vor Luftangriffen zu schützen, wurde es ab 1942 unter Tarnnetzen verdeckt. In der Umgebung des Hengsteysees wurden zahlreiche Flak-Batterien stationiert. Sperrballone sollten das Werk vor Tiefflugangriffen schützen.
Durch die Überflutung des Turbinenhauses kam es nach der Bombardierung der Möhnetalsperre am 17. Mai 1943 zu einem mehrwöchigen Ausfall. Ein amerikanischer Luftangriff am 23. März 1945 auf den benachbarten Verschiebebahnhof Hagen-Hengstey führte zur Zerstörung von Freilandanlagen auf dem Gelände der Verteilerstation und dem Brand der Tarnnetze.

### Neubau und Modernisierung
In der Nachkriegszeit arbeitete das Koepchenwerk weitgehend störungsfrei. Im Dezember 1980 kam es jedoch zu einem Störfall, als das Gehäuse einer der Pumpen riss. Die Aufmerksamkeit der Betriebsmannschaft verhinderte zwar einen Folgeschaden, jedoch zeigten die Untersuchungen die unmittelbare Gefahr ähnlicher Schäden an zwei weiteren Pumpen. Die RWE entschied daher 1981, am gleichen Standort ein neues Kraftwerk, das Pumpspeicherkraftwerk Herdecke, zu bauen und das alte Werk stillzulegen.
In den Jahren 1985 bis 1989 wurde direkt angrenzend ans alte Werk am Seeufer das moderne Kraftwerk gebaut. Dieses nutzt weiterhin das gleiche Prinzip. Auffälligster Unterschied ist abgesehen vom neuen Kraftwerksgebäude, dass die Druckrohre nun unterirdisch verlaufen und nicht mehr sichtbar sind.
Am 12. Januar 2015 stellte die RWE bei der Stadt Herdecke als untere Denkmalbehörde einen Abrissantrag für die denkmalgeschützten Anlagen. 2016 übernahm die Stiftung Industriedenkmalpflege und Geschichtskultur das Werk in ihr Stiftungseigentum. Darauf erfolgte ab 2017 eine denkmalgerechte Sicherung des Objekts. Im Februar 2020 wurde das Kraftwerk von der LWL-Denkmalpflege, Landschafts- und Baukultur in Westfalen als Denkmal des Monats in Westfalen-Lippe ausgezeichnet.

## Denkmalschutz und Tourismus
Die Altanlage des Koepchenwerks, mit vier Maschinensätzen mit getrennten Pumpen und Turbinen sowie horizontalen Wellen, steht seit 1986 unter Denkmalschutz. 1994 wurde sie endgültig stillgelegt. Die Steuerungstechnik der Schaltwarte wurde ausgebaut und die Rohrleitungen am Speichersee mit Beton verschlossen. Einblicke in die alte Turbinenhalle sind vom Seeweg aus möglich. Informationstafeln sind während der allgemeinen Dienstzeiten zugänglich und erläutern die Funktionsweise des Werks.

Grundsätzlich ist die Halle für Besucher geschlossen, Führungen werden regelmäßig von der Stiftung angeboten.
Das Kraftwerk ist ein Standpunkt des Energiewirtschaftlichen Wanderwegs Herdecke und Bestandteil mehrerer Themenrouten der Route der Industriekultur.
Zum Speicherbecken auf dem Berg führt ein für den öffentlichen Verkehr gesperrter Stichweg (erreichbar über eine Seitenstraße der B 54), der jedoch von Fußgängern genutzt werden kann, um zu einer über dem Ruhrtal gelegenen Aussichtsplattform zu gelangen. Dort befindet sich auch eine Tafel mit einigen Informationen zum Bau des Koepchenwerks. Zwischen dem Oberbecken und dem Kraftwerk am See besteht keine öffentlich zugängliche Verbindung. Der bewaldete Steilhang um die Druckrohre ist als Betriebsgelände von RWE weiträumig abgesperrt.
Unterhalb der Wasserschlösser am Oberbecken sind drei große Leuchtbuchstaben des Betreibers RWE angebracht, die noch bis Anfang der 1990er nachts hell erleuchtet und damit als Landmarke weithin sichtbar waren, unter anderem von der A 1 aus.
Etwa einen Kilometer flussabwärts befindet sich am Ende des Hengsteysees ein weiteres Kraftwerk, das Laufwasserkraftwerk Hengstey.

## Zukunft des Werkes

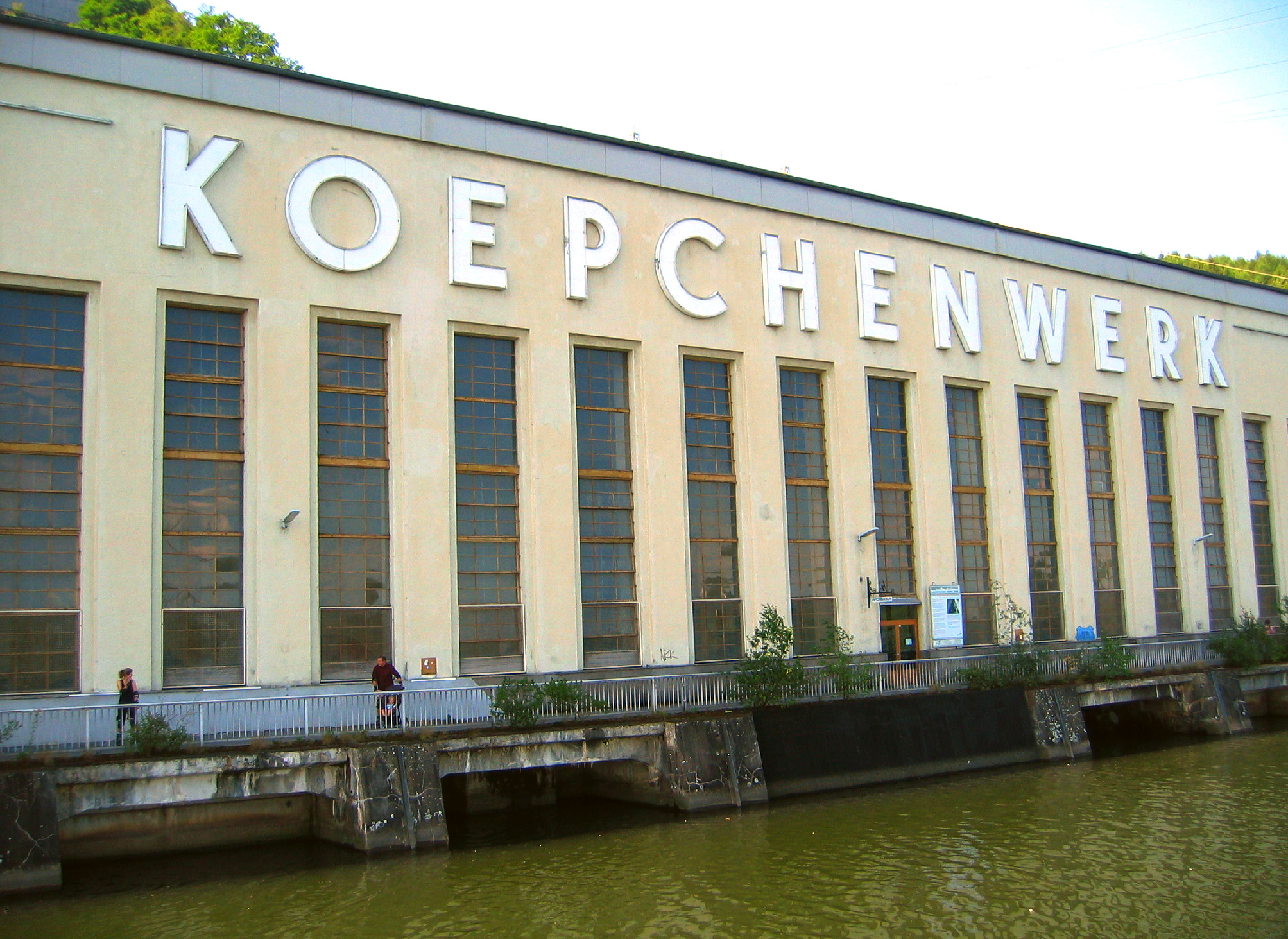
Seeseite des alten Koepchenwerks

2015 wurden Pläne von RWE öffentlich bekannt, nach denen das Koepchenwerk abgerissen werden sollte. Der geplante Abriss des Denkmals wurde aber abgewendet. 2016 wurde das Industriedenkmal in die Obhut der Stiftung Industriedenkmalpflege und Geschichtskultur gegeben, die vom Bundesland Nordrhein-Westfalen und der RAG unterhalten wird. Nachdem ab 2017 eine umfassende Sicherung des Werks durchgeführt wurde, soll es künftig in das lokale Freizeit- und Tourismusangebot eingebunden werden und Besuchern im Rahmen von Führungen und Veranstaltungen zugänglich sein. Es soll eine zentrale Rolle im Rahmen der Internationalen Gartenausstellung 2027 spielen.
Der Wiederaufbau der Illumination des RWE Schriftzugs nach historischem Vorbild erfolgte 2017 bis 2018. 2022 wurde auch die historische Beleuchtung KOEPCHENWERK rekonstruiert.
Seit Sommer 2021 gibt es ein Projekt, auf der Fläche des denkmalgeschützten Standortes am Koepchenwerk biodynamischen Weinbau zu betreiben.

## Richtfunkturm der RWE
Zur Anlage gehörte auch ein 79 Meter hoher, als Stahlbetonkonstruktion ausgeführter Richtfunkturm in der Nähe des Oberbeckens. Er wurde 2023 vollständig zurückgebaut.